# Leapfrogging
Il leapfrogging è un concetto utilizzato in molti ambiti dell'economia, originariamente sviluppato nell'area dell'organizzazione industriale e della crescita economica. L’idea principale alla base del concetto di leapfrogging è che innovazioni piccole e incrementali portano un’azienda dominante a rimanere in vantaggio. Tuttavia, a volte, le innovazioni radicali consentiranno alle nuove imprese di scavalcare l’impresa antica e dominante.
Il fenomeno si verifica non solo per le imprese ma anche per quanto riguarda la leadership di paesi o città, dove un paese in via di sviluppo può saltare alcune tappe del percorso intrapreso dalle nazioni industriali, consentendo loro di recuperare il ritardo prima, soprattutto in termini di crescita economica.